# Huang Yujia
Huang Yujia (chinesisch 黃玉佳, Pinyin Huang Yujia) (* 18. November 2002 in China) ist eine chinesische Tennisspielerin.

## Karriere
Sie spielt vor allem auf der ITF Women’s World Tennis Tour, wo sie bislang einen Titel im Einzel und neun im Doppel gewinnen konnte.

### College Tennis
Huang spielte von 2021 bis 2024 für das Damentennisteam der Cougars der Brigham Young University.

## Turniersiege

### Einzel
| Nr. | Datum        | Turnier | Kategorie | Belag     | Finalgegnerin          | Ergebnis |
| --- | ------------ | ------- | --------- | --------- | ---------------------- | -------- |
| 1.  | 7. Juli 2024 | Tianjin | ITF W15   | Hartplatz | Priska Madelyn Nugroho | 7:5, 6:4 |

### Doppel
| Nr. | Datum             | Turnier   | Kategorie | Belag             | Partnerin      | Finalgegnerinnen               | Ergebnis          |
| --- | ----------------- | --------- | --------- | ----------------- | -------------- | ------------------------------ | ----------------- |
| 1.  | 18. November 2023 | Austin    | ITF W25   | Hartplatz         | Han Jiangxue   | Marija Kosyrewa Ashley Lahey   | 7:5, 2:6, [10:8]  |
| 2.  | 22. Juni 2024     | Luzhou    | ITF W35   | Hartplatz         | Xiao Zhenghua  | Sun Yifan Wang Meiling         | 7:65, 6:0         |
| 3.  | 6. Juli 2024      | Tianjin   | ITF W15   | Hartplatz         | Xun Fangying   | Aitiyaguli Aixirefu Wang Jiaqi | 6:0, 6:1          |
| 4.  | 20. Juli 2024     | Tianjin   | ITF W35   | Hartplatz         | Zheng Wushuang | Mana Ayukawa Mana Kawamura     | 6:3, 6:3          |
| 5.  | 27. Juli 2024     | Naiman    | ITF W35   | Hartplatz         | Guo Meiqi      | Lu Jingjing Ye Qiuyu           | 6:3, 3:6, [13:11] |
| 6.  | 17. August 2024   | Xiamen    | ITF W15   | Hartplatz         | Zhang Ying     | Lu Jingjing Xun Fangying       | 6:2, 7:5          |
| 7.  | 28. Juni 2025     | Ma'anshan | ITF W15   | Hartplatz (Halle) | Vivian Yang    | Ni Ma Zhuoma Wang Jiaqi        | 7:5, 1:6, [10:3]  |
| 8.  | 2. August 2025    | Lu'an     | ITF W15   | Hartplatz         | Zhang Ying     | Sun Yifan Zhao Xichen          | 6:4, 6:3          |
| 9.  | 9. August 2025    | Lu'an     | ITF W15   | Hartplatz         | Xiao Zhenghua  | Wang Jiaqi Yuan Chengyiyi      | 6:1, 6:4          |

## Persönliches
Yujia ist die Tochter von Guangqin und Ziqiang Huang und hat einen Bruder. Sie spielte für den Star River Professional Tennis Club und besuchte vor ihrem Studium die Guangzhou Polytechnic of Sports.